# Золотая мина
«Золота́я ми́на» — советский двухсерийный детективный телевизионный художественный фильм, поставленный на киностудии «Ленфильм» в 1977 году режиссёром Евгением Татарским.
Премьера фильма состоялась 10 ноября 1977 года на Ленинградском телевидении, а всесоюзный премьерный телевизионный показ прошёл 24 июня 1978 года.

## Сюжет
3 апреля 1976 года, СССР. Из колонии строгого режима в контейнере мусоровоза бежит особо опасный преступник Борис Леонидович Брунов, осуждённый в 1975 году на восемь с половиной лет за спекуляцию валютными ценностями в крупных размерах. Рецидивист объявлен во всесоюзный розыск.
Спустя почти полтора года, 15 августа 1977 года, на пульт дежурного ГУВД Ленинграда и Ленинградской области поступает сообщение о дорожном происшествии. На шоссе под Ленинградом автомобилем «Волга» сбит стоявший на обочине дороги мужчина. Следственная группа капитана Крошина выезжает на место происшествия. По предварительным данным следствия, наезд был совершён умышленно. Потерпевший, некий Олег Торчинский, заведующий отделом дамской обуви ленинградского универмага, находится в больнице в тяжёлом состоянии.
Утром следующего дня в милицию обращаются супруги Дроздовские с заявлением о том, что кто-то следит за их недавно приобретённой дачей в посёлке Бирюзовый. Выясняется, что среди вещей раненого Торчинского имеется план-схема именно этой дачи.
17 августа 1977 года из дежурной части капитану Крошину сообщают о том, что только что по телефону мужской голос наводил справки, поступал ли в больницу Торчинский. Крошин решает отправиться в универмаг.
В процессе расследования сотрудники милиции выясняют, что прежним владельцем дачи Дроздовских был некий Брунов. Выясняется, что этот Брунов находится во всесоюзном розыске. Постепенно следствие устанавливает, что Торчинский был женат на сестре Брунова Лидии и случайно узнал, что на даче под фундаментом устроен тайник с сокровищами — золотом и драгоценностями, о существовании которых семья Дроздовских не догадывается. В поле зрения оперативников попадает некий фотограф Николай Косов, однако ему удаётся скрыться. В процессе обыска квартиры Косова в ней находят отпечатки пальцев Брунова.
Тем временем на дачу Дроздовских, за которой установлено наблюдение, ночью пытаются проникнуть неизвестные лица, но безуспешно. Вскоре находится автомобиль налётчиков с трупом одного из них и отпечатками пальцев Брунова. Тот факт, что Брунов, оставляя свои отпечатки пальцев в различных местах, остаётся странным образом неуловимым, наводит начальника уголовного розыска полковника милиции Зарубина на мысль, что Брунов после побега мог существенно изменить внешность с помощью пластической операции. И подтверждением этой версии является то, что ранее по делу Брунова проходил пластический хирург Ян Карлович Подниекс. В окружение Подниекса под видом состоятельной пациентки внедряется молодая сотрудница уголовного розыска Таня Лебедева. Оперативники выясняют, что Косов на самом деле и есть тот самый неуловимый Брунов, которому после побега Подниекс сделал пластическую операцию. 
Все подозреваемые по делу пускаются в бега, но вскоре после проведения оперативно-разыскных мероприятий будут задержаны сотрудниками милиции. В том числе 27 августа 1977 года в Ялте будет задержан и сам преступник-рецидивист Борис Брунов (Николай Косов).

## В фильме снимались

### В главных ролях
- Олег Даль — Борис Леонидович Брунов, он же Николай Григорьевич Косов (после пластической операции), фотограф по договору в ленинградском экскурсионном бюро, преступник-рецидивист, убийца, сбежавший из колонии строгого режима
- Михаил Глузский — Константин Иванович Зарубин, полковник милиции, начальник 1 отдела УУР ГУВД Ленинграда и Ленинградской области
- Евгений Киндинов — Сергей Корнеевич Крошин, капитан милиции, оперативный сотрудник 1 отдела УУР ГУВД Ленинграда и Ленинградской области
- Лариса Удовиченко — Татьяна Семёновна Лебедева, лейтенант милиции, оперативный сотрудник 1 отдела УУР ГУВД Ленинграда и Ленинградской области
- Игорь Дмитриев — Ян Карлович Подниекс, пластический хирург в Институте красоты, друг детства Брунова-Косова
- Игорь Ефимов — Николай Ильич Литвиненко, капитан милиции, оперативный сотрудник 1 отдела УУР ГУВД Ленинграда и Ленинградской области
- Игорь Добряков — Игорь Лохов, старший лейтенант милиции, оперативный сотрудник 1 отдела УУР ГУВД Ленинграда и Ленинградской области
- Любовь Полищук — Лариса Ивановна Ковалёва, экскурсовод,  любовница преступника-рецидивиста Косова-Брунова
- Жанна Прохоренко — Лидия Леонидовна Брунова, врач, сестра Косова-Брунова и бывшая жена Олега Торчинского
- Геворг Чепчян — Эрванд Акопович Меликтесян, он же Гурген Артемьевич Каспарян, зубной техник, находящийся в розыске преступник-рецидивист, друг доктора Подниекса
- Олег Ефремов — Игорь Анатольевич Карпов, заведующий отделом тканей универмага, приятель Олега Торчинского
- Игорь Янковский — Олег Николаевич Торчинский, заведующий отделом женской обуви ленинградского универмага, приятель Игоря Карпова
- Елена Фомченко — Тамара Ефимова, подруга Ларисы Ковалёвой
- Лев Лемке — Илья Аркадьевич Дроздовский, архитектор, владелец дачи, ранее принадлежавшей семье Бруновых
- Татьяна Ткач — Ирина Дроздовская, жена Ильи Дроздовского

В съёмках принимали участие сотрудники ГУВД Ленинграда и Ленинградской области и УВД Ялты. Съёмки проходили в Ленинграде, Ленинградской области и Ялте.

## Съёмочная группа
- Авторы сценария — Павел Грахов, Артур Макаров
- Режиссёр-постановщик — Евгений Татарский
- Главный оператор — Константин Рыжов
- Главный художник — Исаак Каплан
- Композитор — Исаак Шварц, Дмитрий Кижаев (в титрах не указан)
- Главные консультанты — Б. Т. Шумилин[2], В. И. Кокушкин

## Музыкальное сопровождение
- Автором основной музыки к фильму является Исаак Шварц. Инструментальная тема, которая сопровождает сцену, когда капитан Крошин (Евгений Киндинов) в баре ищет девушек, замешанных в деле, написал Дмитрий Кижаев, исполнил ленинградский ансамбль «Джаз-комфорт». У неё два названия — «Гадалка» и «Монисто». Также в самом начале этой сцены в ресторане исполняется песня «Дилижанс» (музыка Ирвина Ливайна, слова Л. Рассел Брауна, русский текст Илья Резник), первоначально исполнял эту песню ВИА «Акварели».
- Музыкальная тема из «Золотой мины» повторно использована композитором И. Шварцем в фильме «Каникулы Кроша», а также в фильме «Несут меня кони».

## Награды
- 1976 — Первая премия сценарию (Павел Грахов) на Всесоюзном конкурсе сценариев о советской милиции, проведённом «Госкино» и МВД СССР.